# Max van Praag (zanger)
Meijer (Max) van Praag (Amsterdam, 24 juni 1913 – Hilversum, 10 juni 1991) was een Nederlandse zanger, die vooral in de jaren vijftig van de twintigste eeuw een aantal successen boekte.

## Levensloop
Hij begon zijn leven als ambtenaar, maar won in de jaren dertig een talentenjacht van de VARA en werd beroepszanger. Tijdens de Tweede Wereldoorlog moesten Van Praag en zijn vrouw onderduiken , als gevolg van hun Joodse afkomst.
Hij zong na de oorlog voor de VARA-microfoon bij het Accordeola-orkest en scoorde veel hits in de jaren vijftig, waaronder Als ik tweemaal met mijn fietsbel bel, Zilverdraden tussen "t goud en Daar zijn de appeltjes van Oranje weer. Van Praag vormde in die tijd samen met Willy Alberti het duo De Straatzangers. Onder die naam hadden de heren diverse hits, waaronder Aan het strand stil en verlaten (1955) en Als de klok van Arnemuiden (1959).
Vanaf oktober 1954 presenteerde hij jarenlang programma's op Radio Luxembourg. Hij was in 1958 een van de oprichters van het Loosdrecht Jazz Concours, dat hij ook jarenlang organiseerde. In de botenloods van jachthaven Van Dijk wedijverde vijf zondagavonden lang jong jazztalent om een plaats in de finale op de zesde zondagavond. Het publiek, dat nog moest wennen aan Max in zijn nieuwe rol, scandeerde tijdens zijn openingswoord in 1958 om een liedje...
In 1959 opende hij zijn eerste grammofoonplaten-winkel in Utrecht op de Amsterdamsestraatweg. Hij breidde het bedrijf, samen met zijn vrouw Sari en zoon Chiel, uit tot een van de grootste platenwinkelketens van Nederland. In 1974 openden zij in winkelcentrum Hoog Catharijne hun succesvolste winkel. Echter in de jaren tachtig kwam de cd in opmars. De vernieuwing werd niet gevolgd door de financiële adviseurs. Max en Sari moesten noodgedwongen hun winkels sluiten.
In 1991 overleed hij aan de gevolgen van de ziekte van Parkinson.

## Familie
Meijer van Praag was zoon van diamantslijper Mozes van Praag en Margaretha Sweijd. Vader, moeder en een zus (Hanna Isidora) werden in 1943 omgebracht in concentratiekamp Auschwitz. Een andere zus (Esther) overleed op jonge leeftijd voor de oorlog. Broer Jaap van Praag was van 1964 tot 1978 voorzitter van Ajax.
Hij was getrouwd met verkoopster annex zangeres Sara/Sari Hornemann (1913-2003) met wie hij in de jaren dertig optrad. Ze schreef onder het pseudoniem Philip Wina ook teksten voor hem. Zoon Chiel van Praag werd televisie- en radiopresentator, en dochter Marga van Praag verslaggeefster bij en presentatrice van het NOS Journaal.